# Élections législatives de 1914 dans l'Hérault
Les élections législatives de 1914 ont eu lieu les 26 avril et 10 mai 1914.

## Députés élus
|   | Circonscription    | Député sortant |  | Groupe parlementaire | Député élu      |  | Groupe parlementaire                      |
| - | ------------------ | -------------- |  | -------------------- | --------------- |  | ----------------------------------------- |
| 1 | 1re de Béziers     |                |  |                      | Louis Lafferre  |  | Parti radical et radical-socialiste       |
| 2 | 2e de Béziers      |                |  |                      | Édouard Barthe  |  | Parti socialiste                          |
| 3 | Lodève             |                |  |                      | Pierre Masse    |  | Gauche radicale                           |
| 4 | 1re de Montpellier |                |  |                      | Paul Pezet      |  | Parti radical et radical-socialiste       |
| 5 | 2e de Montpellier  |                |  |                      | Camille Reboul  |  | Parti socialiste                          |
| 6 | 3e de Montpellier  |                |  |                      | Jean Molle      |  | Union républicaine radicale et socialiste |
| 7 | Saint-Pons         |                |  |                      | Charles Caffort |  | Parti radical et radical-socialiste       |

## Résultats à l'échelle du département
| Partis         | Partis                                           | Premier tour | Premier tour | Deuxième tour | Deuxième tour | Sièges |
| Partis         | Partis                                           | Voix         | %            | Voix          | %             | Sièges |
| -------------- | ------------------------------------------------ | ------------ | ------------ | ------------- | ------------- | ------ |
|                | Section française de l'Internationale ouvrière   | 27 762       | 27,21        | 7 449         | 21,24         | 2      |
|                | Radicaux indépendants                            | 11 628       | 11,40        |               |               | 1      |
|                | Parti républicain, radical et radical-socialiste | 45 317       | 44,42        | 13 564        | 38,68         | 3      |
|                | Parti républicain démocratique                   | 3 351        | 3,28         |               |               | 0      |
|                | Fédération républicaine                          | 7 205        | 7,06         | 7 723         | 22,02         | 0      |
|                | Parti républicain-socialiste                     | 2 376        | 2,33         |               |               | 0      |
|                | Socialistes indépendants                         | 4 282        | 4,20         | 6 276         | 17,90         | 1      |
|                | Divers                                           | 92           | 0,09         | 57            | 0,16          | 0      |
|                |                                                  |              |              |               |               |        |
| Inscrits       | Inscrits                                         | 141 621      | 100,00       | 57 421        | 100,00        | 7      |
| Votants        | Votants                                          | 103 811      | 73,30        | 37 015        | 64,46         |        |
| Abstentions    | Abstentions                                      | 37 810       | 26,70        | 20 406        | 35,54         |        |
| Blancs et nuls | Blancs et nuls                                   | 1 798        | 1,73         | 1 946         | 5,26          |        |
| Exprimés       | Exprimés                                         | 102 013      | 98,27        | 35 069        | 94,74         |        |

## Résultats par arrondissement

### Arrondissement de Béziers

#### 1recirconscription
| Candidat       | Candidat       | Parti          | Premier tour | Premier tour |
| Candidat       | Candidat       | Parti          | Voix         | %            |
| -------------- | -------------- | -------------- | ------------ | ------------ |
|                | Louis Lafferre | PRRRS          | 10 839       | 56,00        |
|                | Bardiès        | SFIO           | 8 515        | 43,99        |
|                | Divers         | Divers         | 2            | 0,01         |
|                |                |                |              |              |
| Inscrits       | Inscrits       | Inscrits       | 30 008       | 100,00       |
| Votants        | Votants        | Votants        | 19 732       | 65,76        |
| Abstention     | Abstention     | Abstention     | 10 276       | 34,24        |
| Blancs et nuls | Blancs et nuls | Blancs et nuls | 376          | 1,91         |
| Exprimés       | Exprimés       | Exprimés       | 19 356       | 98,09        |

#### 2ecirconscription
| Candidat       | Candidat              | Parti          | Premier tour | Premier tour |
| Candidat       | Candidat              | Parti          | Voix         | %            |
| -------------- | --------------------- | -------------- | ------------ | ------------ |
|                | Édouard Barthe        | SFIO           | 11 063       | 57,96        |
|                | Albert Milhaud        | PRRRS          | 6 926        | 36,29        |
|                | Claude Casimir-Perier | PRD            | 1 098        | 5,75         |
|                | Divers                |                |              |              |
|                |                       |                |              |              |
| Inscrits       | Inscrits              | Inscrits       | 25 291       | 100,00       |
| Votants        | Votants               | Votants        | 19 280       | 76,23        |
| Abstention     | Abstention            | Abstention     | 6 011        | 23,77        |
| Blancs et nuls | Blancs et nuls        | Blancs et nuls | 193          | 1,00         |
| Exprimés       | Exprimés              | Exprimés       | 19 087       | 99,00        |

### Arrondissement de Lodève
| Candidat       | Candidat       | Parti               | Premier tour | Premier tour |
| Candidat       | Candidat       | Parti               | Voix         | %            |
| -------------- | -------------- | ------------------- | ------------ | ------------ |
|                | Pierre Masse   | Radical indépendant | 6 359        | 51,48        |
|                | Paul Pelisse   | PRRRS               | 5 700        | 46,14        |
|                | Ricaud         | SFIO                | 294          | 2,38         |
|                | Divers         |                     |              |              |
|                |                |                     |              |              |
| Inscrits       | Inscrits       | Inscrits            | 15 991       | 100,00       |
| Votants        | Votants        | Votants             | 12 480       | 78,04        |
| Abstention     | Abstention     | Abstention          | 3 511        | 21,96        |
| Blancs et nuls | Blancs et nuls | Blancs et nuls      | 127          | 1,02         |
| Exprimés       | Exprimés       | Exprimés            | 12 353       | 98,98        |

### Arrondissement de Montpellier

#### 1recirconscription
| Candidat       | Candidat              | Parti          | Premier tour | Premier tour | Deuxième tour | Deuxième tour |
| Candidat       | Candidat              | Parti          | Voix         | %            | Voix          | %             |
| -------------- | --------------------- | -------------- | ------------ | ------------ | ------------- | ------------- |
|                | Pierre Leroy-Beaulieu | FR             | 7 205        | 46,82        | 7 723         | 47,71         |
|                | Paul Pezet            | PRRRS          | 7 277        | 47,28        | 8 415         | 51,99         |
|                | Cabrol                | SFIO           | 899          | 5,84         |               |               |
|                | Divers                | Divers         | 9            | 0,06         | 48            | 0,30          |
|                |                       |                |              |              |               |               |
| Inscrits       | Inscrits              | Inscrits       | 19 642       | 100,00       | 19 652        | 100,00        |
| Votants        | Votants               | Votants        | 15 662       | 79,74        | 16 398        | 83,44         |
| Abstention     | Abstention            | Abstention     | 3 980        | 20,26        | 3 254         | 16,56         |
| Blancs et nuls | Blancs et nuls        | Blancs et nuls | 272          | 1,74         | 212           | 1,29          |
| Exprimés       | Exprimés              | Exprimés       | 15 390       | 98,26        | 16 186        | 98,71         |

#### 2ecirconscription
| Candidat       | Candidat       | Parti          | Premier tour | Premier tour | Deuxième tour | Deuxième tour |
| Candidat       | Candidat       | Parti          | Voix         | %            | Voix          | %             |
| -------------- | -------------- | -------------- | ------------ | ------------ | ------------- | ------------- |
|                | Camille Reboul | SFIO           | 6 183        | 44,74        | 7 449         | 99,91         |
|                | Marcel Bressot | PRRRS          | 5 214        | 37,73        |               |               |
|                | Salducci       | PRS            | 2 376        | 17,19        |               |               |
|                | Divers         | Divers         | 46           | 0,33         | 7             | 0,09          |
|                |                |                |              |              |               |               |
| Inscrits       | Inscrits       | Inscrits       | 21 284       | 100,00       | 21 284        | 100,00        |
| Votants        | Votants        | Votants        | 14 363       | 67,48        | 8 935         | 41,98         |
| Abstention     | Abstention     | Abstention     | 6 921        | 32,52        | 12 349        | 58,02         |
| Blancs et nuls | Blancs et nuls | Blancs et nuls | 544          | 3,79         | 1 479         | 16,55         |
| Exprimés       | Exprimés       | Exprimés       | 13 819       | 96,21        | 7 456         | 83,45         |

#### 3ecirconscription
| Candidat       | Candidat       | Parti          | Premier tour | Premier tour | Deuxième tour | Deuxième tour |
| Candidat       | Candidat       | Parti          | Voix         | %            | Voix          | %             |
| -------------- | -------------- | -------------- | ------------ | ------------ | ------------- | ------------- |
|                | Jean Molle     | SI             | 4 282        | 38,17        | 6 276         | 54,92         |
|                | Ferrasse       | PRRRS          | 3 875        | 34,54        | 5 149         | 45,06         |
|                | Taillant       | PRD            | 2 253        | 20,08        |               |               |
|                | Jean Félix     | SFIO           | 808          | 7,20         |               |               |
|                | Divers         | Divers         |              |              | 2             | 0,02          |
|                |                |                |              |              |               |               |
| Inscrits       | Inscrits       | Inscrits       | 16 485       | 100,00       | 16 485        | 100,00        |
| Votants        | Votants        | Votants        | 11 363       | 68,93        | 11 682        | 70,86         |
| Abstention     | Abstention     | Abstention     | 5 122        | 31,07        | 4 803         | 29,14         |
| Blancs et nuls | Blancs et nuls | Blancs et nuls | 145          | 1,28         | 255           | 2,18          |
| Exprimés       | Exprimés       | Exprimés       | 11 218       | 98,72        | 11 427        | 97,82         |

### Arrondissement de Saint-Pons
| Candidat       | Candidat               | Parti               | Premier tour | Premier tour |
| Candidat       | Candidat               | Parti               | Voix         | %            |
| -------------- | ---------------------- | ------------------- | ------------ | ------------ |
|                | Charles Caffort        | PRRRS               | 5 486        | 50,84        |
|                | Jules-Armand Razimbaud | Radical indépendant | 5 269        | 48,83        |
|                | Divers                 | Divers              | 35           | 0,32         |
|                |                        |                     |              |              |
| Inscrits       | Inscrits               | Inscrits            | 12 920       | 100,00       |
| Votants        | Votants                | Votants             | 10 931       | 84,61        |
| Abstention     | Abstention             | Abstention          | 1 989        | 15,39        |
| Blancs et nuls | Blancs et nuls         | Blancs et nuls      | 141          | 1,29         |
| Exprimés       | Exprimés               | Exprimés            | 10 790       | 98,71        |